# Lubomír Železný

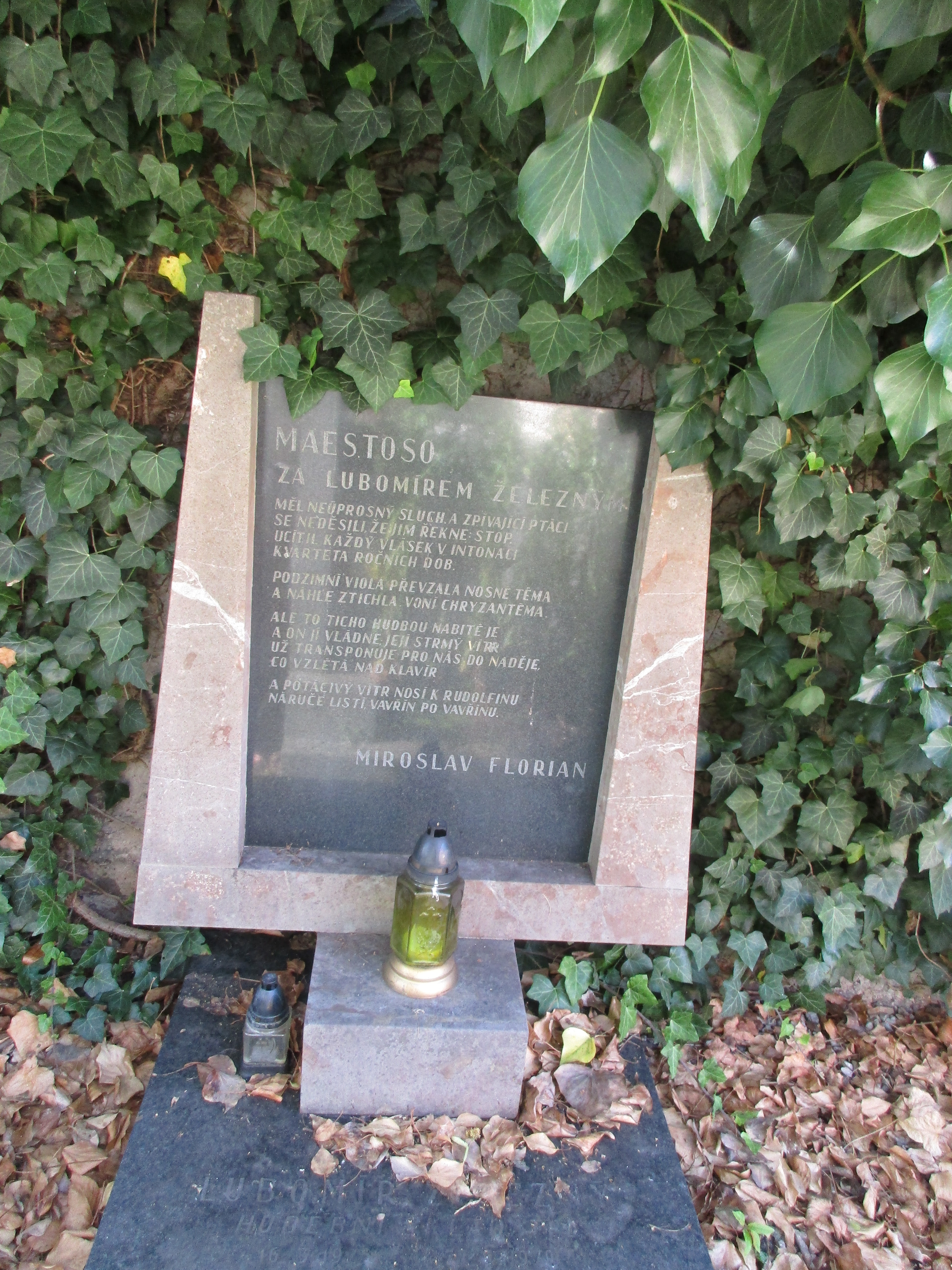
Hrob skladatele Lubomíra Železného, Hřbitov Modřany

Lubomír Železný, narozený jako Lubomír Želazný (16. března 1925 Ostrava – 29. září 1979 Praha) byl československý hudební skladatel, rozhlasový hudební režisér a korepetitor.

## Studia
Během gymnaziálních studií docházel soukromě na hodiny hudební teorie k ostravským skladatelům Josefu Schreibrovi a Janu Šoupalovi. Ve školním roce 1942–43 studoval kompozici ve třetím ročníku na brněnské konzervatoři, ta byla ovšem nacisty uzavřena a po korepetitorském působení v ostravské opeře byl totálně nasazen na práci ve vítkovických železárnách. V době druhé světové války byli vězněni i oba jeho rodiče, jak matka Cecílie, roz. Krygelová (* 1901), tak otec František (1896–1942), který zemřel v koncentračním táboře Mauthausen. Po válce si změnil příjmení na "Železný" a odešel do Prahy, kde v letech 1945–48 studoval v kompoziční třídě Karla Janečka na tamní konzervatoři, krom toho studoval ještě soukromě u Karla Boleslava Jiráka. Ve studiích pokračoval na nově otevřené Akademii múzických umění u Pavla Bořkovce a Karla Janečka. Po studiích pracoval jako korepetitor ostravské opery a hudební režisér československého rozhlasu. Od roku 1951 působil jako skladatel a aranžér v AUSu, od roku 1956 pak jako skladatel ve svobodném povolání. Stál u vzniku Svazu českých skladatelů a koncertních umělců, jehož byl od roku 1972 až do své předčasné smrti předsedou. Roku 1973 obdržel Státní cenu Klementa Gottwalda, roku 1975 mu byl udělen titul zasloužilý umělec. V roce 1977 podepsal Provolání československých výborů uměleckých svazů, známé jako Anticharta.

## Tvorba
Jeho hudba vycházela ze symfonické zvukovosti definované Mahlerem či Šostakovičem a z klasicky definovaných melodií. V některých skladbách jsou patrny známky neobarokního cítění. V pozdnějších dílech je znát inklinace k zjednodušení hudebního jazyka. Nejhranější skladbou je jeho Symfonie pro malý orchestr, za kterou obdržel roku 1973 Státní cenu Klementa Gottwalda. Je autorem hudby k televizní pohádce Dařbuján a Pandrhola z roku 1959.

### Výběr z díla

#### Komorní
- Sonáta pro flétnu a klavír (1943)
- Čtyři polky pro klavír (1948)
- Kvartet pro flétnu, housle, violu a violoncello (1948)
- 1. smyčcový kvartet (1960)
- 2. smyčcový kvartet (1968)
- Kvintet pro dvoje housle, klarinet, violu a violoncello (1969)
- Dechový kvintet (1970)
- Sonáta pro housle a klavír (1971)

#### Orchestrální
- Symfonická věta (1947)
- Dvě gavoty (1955)
- Koncert pro housle a orchestr (1959); nahrán Českou filharmonií s Bruno Bělčíkem a Václavem Neumannem
- Symfonie pro velký orchestr (1963)
- Koncert pro flétnu, smyčce a klavír (1966); nahrán Českou filharmonií s Jiřím Válkem a Václavem Neumannem
- Koncertantní hudba pro violu, smyčce a klavír (1969); nahrána Musici di Praga a Milošem Konvalinkou
- Symfonie pro malý orchestr (1971)
- Koncert č. 2 pro housle a orchestr (1976); nahrán Symfonickým orchestrem Československého rozhlasu v Praze s Petrem Messiereurem a Milošem Konvalinkou v roce 1978

#### Vokální
- Písně na texty lidové poezie (1948)
- Zbojnické písně pro tenor a orchestr (1958)
- Tři smíšené sbory na texty Rabíndranátha Thákura (1967)
- Dva mužské sbory na texty Rabíndranátha Thákura (1968)